# Rakaia antipodiana
Espèce
Rakaia antipodiana est une espèce d'opilions cyphophthalmes de la famille des Pettalidae.

## Distribution
Cette espèce est endémique de la région de Canterbury en Nouvelle-Zélande.

## Description
Le mâle holotype mesure 2,5 mm et la femelle paratype 2,6 mm.
Le mâle décrit par Forster en 1948 mesure 2,1 mm et la femelle 2,15 mm.

## Publication originale
- Hirst, 1926 : « On some new genera and species of Arachnida. » Proceedings of the Zoological Society of London, vol. 1925, no 84, p. 1271-1280.